# Olszewka (gromada w powiecie ostrołęckim)
Olszewka – dawna gromada, czyli najmniejsza jednostka podziału terytorialnego Polskiej Rzeczypospolitej Ludowej w latach 1954–1972.
Gromady, z gromadzkimi radami narodowymi (GRN) jako organami władzy najniższego stopnia na wsi, funkcjonowały od reformy reorganizującej administrację wiejską przeprowadzonej jesienią 1954 do momentu ich zniesienia z dniem 1 stycznia 1973, tym samym wypierając organizację gminną w latach 1954–1972.
Gromadę Olszewka z siedzibą GRN w Olszewce utworzono – jako jedną z 8759 gromad na obszarze Polski – w powiecie ostrołęckim w woj. warszawskim, na mocy uchwały nr VI/10/10/54 WRN w Warszawie z dnia 5 października 1954. W skład jednostki weszły obszary dotychczasowych gromad Olszewka (z wyłączeniem wsi Siarki), Obierwia i Szwendrowy Most ze zniesionej gminy Durlasy oraz obszar dotychczasowej gromady Aleksandrowo ze zniesionej gminy Kadzidło w tymże powiecie. Dla gromady ustalono 14 członków gromadzkiej rady narodowej.
29 lutego 1956 z gromady Olszewka wyłączono (a) część wsi Olszewka, stanowiącą półenklawę o powierzchni 8 ha oraz (b) część wsi Siarki-Kamienowizna, stanowiącą półenklawę o powierzchni 60 ha, włączając je do gromady Antonie w tymże powiecie.
31 grudnia 1961 gromadę zniesiono, włączając jej obszar do gromad: Dylewo (wsie Aleksandrowo i Obierwia) i znoszonej Antonie (wsie Olszewka i Szwędrowy Most) w tymże powiecie.